# Patanan tekojärvi
Patanan tekojärvi är en sjö i kommunerna Vetil och Vindala i landskapen Mellersta Österbotten och Södra Österbotten i Finland. Sjön ligger 123 meter över havet. Arean är 9,9 kvadratkilometer och strandlinjen är 43,08 kilometer lång. Sjön  ingår i Perho å huvudavrinningsområde.   Den ligger omkring 72 kilometer sydöst om Karleby, omkring 76 kilometer nordöst om Seinäjoki och omkring 350 kilometer norr om Helsingfors. 
I sjön finns öarna Pihlajamaan Hautakangas och Linnansaari. Sydväst om Patanan tekojärvi ligger de små sjöarna Iso Kontojärvi och Pikku Kontojärvi. 